# Mert Kranschach
Mert Kranschach war ein österreichischer Baumeister der Gotik im 15. Jahrhundert.

## Werk
Die künstlerische Herkunft Kranschachs ist ungeklärt. Da sein Zeichen die Rose ist, legt dies jedoch eine Ausbildung in der Hütte der Herren von Rosenberg in Krumau nahe. Er leitete nach dem Tod Hans Puchsbaums von 1454 bis 1483 den Bau der gotischen Steyrer Stadtpfarrkirche, stellte zuerst Puchsbaums Chorbau fertig, arbeitete vermutlich am Langhaus und begann mit dem Bau des gotischen Turmes. Kurz vor der Fertigstellung brannte dieser jedoch 1479 ab. 1482 wurde ihm die Veruntreuung von für den Kirchenbau bestimmten Geldern vorgeworfen. Er habe abgenommen mehr Lohn, dann er Gesellen hat gehabt; ..., wie es in einem anonymen, an das Rathaus angeschlagenen Schreiben hieß (Offner Zettel). Im Jahr darauf verließ Kranschach Steyr – seine Spur verliert sich damit. Nachfolger beim Bau der Steyrer Stadtpfarrkirche war Wolfgang Tenk.